# Ligue du Midi (comité de 1870)
Pour les articles homonymes, voir Ligue du Midi.
La Ligue du Midi est un comité républicain formé à Marseille le 18 septembre 1870 par Alphonse Esquiros, administrateur supérieur des Bouches-du-Rhône, et regroupant quatorze départements du Sud de la France et de la vallée du Rhône, dans le but de défendre la Troisième République. Accusée de séparatisme, la Ligue du Midi est dissoute le 28 décembre 1870.